# Viktoria Kouziakina
Viktoria Aleksandrovna Kouziakina (en russe : Виктория Александровна Кузякина) (née Podkopaïeva le 1er juin 1985 à Moscou) est une ancienne joueuse de volley-ball russe. Elle mesure 1,76 m et jouait au poste de libero. Elle a totalisé 12 sélections en équipe de Russie. Elle a terminé sa carrière en 2016.

## Clubs
| Club          | De        | À         |
| ------------- | --------- | --------- |
| MGFSO Moscou  | 2001-2002 | 2003-2004 |
| RGSU-CDM      | 2004-2005 | 2004-2005 |
| Dinamo Moscou | 2005-2006 | 2010-2011 |
| Omitchka Omsk | 2011-2012 | 2014-2015 |
| Dinamo Kazan  | 2015-2016 | 2015-2016 |

## Palmarès

### Équipe nationale
- Championnat d'Europe
  - Vainqueur : 2015.

### Clubs
- Championnat de Russie
  - Vainqueur : 2006, 2009.
  - Finaliste : 2008, 2010, 2011.
- Coupe de Russie
  - Vainqueur : 2009.
  - Finaliste : 2007, 2008, 2014, 2015.
- Ligue des champions
  - Finaliste : 2009.
- Top Teams Cup
  - Finaliste : 2006.

### Distinctions individuelles
- Grand Prix Mondial de volley-ball 2011: Meilleure libéro[2]